# Представа (албум)
Представа је други студијски албум српске фолк певачице Александре Младеновић, издат 2023. године за IDJ Tunes. За све песме снимљени су музички спотови и објављени на јутјуб каналу продуцентске куће. На албуму су радили Дејан Костић, Драган Брајовић Браја.

## Списак песама
| №  | Назив              | Текст                        | Музика                     | Трајање |  |
| 1. | Ја не пијем мама   | Драган Брајовић Браја        | Дејан Костић               | 2:49    |  |
| 2. | Нож у леђа         | Мира Мијатовић (текстописац) | Саша Николић (композитор)  | 2:57    |  |
| 3. | Ево ево            | Мерсед Хаџић, Дејан Костић   | Мерсад Хаџић, Дејан Костић | 3:56    |  |
| 4. | Тајминг            | Раде Раказов                 | Дејан Костић               | 3:12    |  |
| 5. | Шамар              | Мира Мијатовић               | Саша Николић               | 3:54    |  |
| 6. | Хладне кише        | Мерсед Хоџић                 | Дејан Костић               | 3:04    |  |
| 7. | Ретроградни меркур | Дејан Костић                 | Дејан Костић               | 3:08    |  |
| 8. | Представа          | Мира Мијатовић               | Саша Николић               | 3:02    |  |